# Bagodares sturnularia
Bagodares sturnularia là một loài bướm đêm trong họ Geometridae.